# رود ورزوگا
رود ورزوگا رودی است که به دریای سفید می‌ریزد. این رود از کشور روسیه می‌گذرد و طول آن ۲۵۴ کیلومتر (۱۵۸ مایل) است.